# هایدن فلمینگ
هایدن فلمینگ (انگلیسی: Haydn Fleming؛ زادهٔ ۱۴ مارس ۱۹۷۸) بازیکن فوتبال است.
از باشگاه‌هایی که در آن بازی کرده‌است می‌توان به باشگاه فوتبال کاردیف سیتی اشاره کرد.